# モジタバ・ミルザジャンプール
モジュタバ・ミルザジャンプール （ペルシア語: مجتبا میرزاجانپور、ラテン翻記:Mojtabā Mīrzājānpūr、1991年10月7日 - ）は、イランの男子バレーボール選手である。バーボル出身。イラン代表。

## 球歴
- アジア大会 - 2014年（優勝）

## 所属クラブ
- Azad University Tehran（2007-2008年）
- Persepolis VC（2008-2010年）
- ペイカン・テヘランVC（2010-2011年）
- Shahrdari Varamin（2011-2014年）
- ペイカン・テヘランVC（2014-2016年）
- Urmia Municipality VC（2016-2017年）
- Sarmayeh Bank（2017-2018年）
- BCC Castellana Grotte（2018-2019年）
- Shahrdari Varamin（2019-2020年）
- Foolad Mobarakeh Sepahan（2020-2022年）
- Labanyat Haraz Amol（2022-2023年）
- Al Shorta（2023年）
- Foolad Sirjan Iranian（2023-）